# Mecistoparia lophotocrania
Mecistoparia lophotocrania är en mångfotingart som beskrevs av Broelemann 1926. Mecistoparia lophotocrania ingår i släktet Mecistoparia och familjen Fuhrmannodesmidae. Inga underarter finns listade i Catalogue of Life.